# Enza Sampò
Enza Sampò (Torí, 14 de febrer de 1939) és una periodista i presentadora de televisió italiana que va començar a treballar a la Rai en 1957.

## Biografia
Va debutar a televisió el 1957 amb l'espectacle televisiu per a noies joves Anni verdi, mentre que l'any següent s'uneix a Febo Conti a Il circolo dei castori. Juntament amb Enzo Tortora dirigeix les connexions externes de la transmissió itinerant de Campanile sera el 1959. D'aquestes experiències, recorda la dificultat de trobar l'aprovació del company de treball en el primer cas, dels habitants de països on va ser enviada en el segon.
Va presentar el Festival de Sanremo 1960 junt amb Paolo Ferrari. El 1964 va dirigir amb Mike Bongiorno Cordialmente. També apareix a les primeres seqüències de la pel·lícula d'Alberto Sordi Scusi, lei è favorevole o contrario? (1966) com a entrevistadora. A començaments dels anys setanta condueix amb Giorgio Vecchietti la trasmissió Paese mio, una mena de viatge a través de la bellesa artística italiana, mentre que el 1976 va presentar, amb Giancarlo Dettori, el programa de varietats Insieme, facendo finta di niente.
La seva notorietat creix també gràcies a les imitacions d'Alighiero Noschese que insisteix molt en la seva manera de parlar no sempre comprensible. També és contractada per una important marca de detergents per a una campanya publicitària durant unss anys. El 1982 va ser la primera presentadora de la Rai 2 del programa de tarda per nois Tandem, on hi participa Fabrizio Frizzi. El 1983 va conduir el concurs Tivutrenta.
El mateix any a la RAI 2, a la banda del migdia, es reprèn el programa Cordialmente, que ja es va realitzar als anys seixanta. A la temporada 1984-1985 ha conduït en el mateix canal i a la mateixa franja horària el programa Che fai, mangi?, reemplaçat a la temporada següent per una nova edició de Cordialmente. El 1987, juntament amb Mario Pastore, lidera Prima edizione, revisió de la premsa del matí a Raidue. El 1988 dirigeix a Raitre Io confesso, exemple de telerealitat, que malgrat les bones audiències, no renovaperquè es considera massa invasiva, si no morbosa.
El 1989 va rebre el Premio Simpatia, per la solidaritat. Del 1990 al 1992 va conduir tres edicions de Scrupoli i successivament I suoi primi quarant'anni, transmissió dedicada a la història de la televisió italiana. També el 1992 també va treballar amb Vittorio De Sisti per a la pel·lícula Un inviato molto speciale, on s'ha interpretat a si mateixa.
En la temporada 2004-2005 va conduir Uno mattina juntament amb Franco Di Mare, Sonia Grey, Caterina Balivo i Eleonora Daniele. Aquesta última la substituirà l'any següent a instàncies pel llavors director de Raiuno, Fabrizio Del Noce. Tot i que mai no ha estat contractada directament, sinó sempre com a col·laboradora, ha romàs en l'imaginari col·lectiu com a cara de Rai, sobretot aquella televisió graciosa i irònica, capaç d'informar, però també de tranquil·litzar el públic.

## Programes de televisió
- Anni Verdi ( Nazionale, 1957)
- Il circolo dei castori ( Nazionale, 1958)
- Campanile sera ( Nazionale, 1959-1962)
- Un giorno, una storia (Rai)
- Festival di Sanremo 1960 ( Nazionale, 1960)
- Ho trovato per voi... ( Nazionale, 1963)
- Quindici minuti con... ( Secondo, 1965)
- Cordialmente ( Secondo, 1964-1969, Rai 2, 1985-1986)
- Spazio ( Nazionale, 1970-1973)
- Lanterna Magica ( Nazionale, 1970)
- I Persuasori Animati ( Nazionale, 1971)
- ...e ti dirò chi sei ( Nazionale, 1971)
- Capolavori da salvare ( Nazionale, 1971)
- Paese Mio ( Nazionale, 1972)
- Scena contro scena ( Rete 1, 1976-1977)
- Indagine conoscitiva ( Rete 1, 1976)
- Insieme, facendo finta di niente ( Rete 1, 1976)
- Tandem (Rai 2, 1982)
- TivùTrenta (Rai 1, 1983)
- Che fai, mangi? (Rai 2, 1984-1985)
- Io confesso (Rai 3, 1988)
- Prima Edizione (Rai 2, 1987-1989)
- Sta arrivando la bufera (Rai)
- La mia guerra (Rai, 1990)
- Scrupoli (Rai 2, 1990-1992)
- I suoi primi 40 anni (Rai 2, 1993-1994)
- Fra le righe (Rai 2, 1995)
- Mattina in Famiglia (Rai 2, 1995-2002) - Autrice
- Donne al bivio (Rai 1, 1997)
- La grande occasione (Rai 3, 2001) - Autrice
- Casa RaiUno (Rai 1, 2002-2004) - Autrice
- Unomattina (Rai 1, 2004-2005)
- Cominciamo Bene - Album (Rai 3, 2005-2006)
- Cominciamo Bene - Indice di Gradimento (Rai 3, 2006-2008)

## Programes radiofònics
- Le piace il classico? ( Secondo, 1968-1969)
- Dalla vostra parte ( Secondo, 1973-1975)
- In diretta da Via Asiago ( RadioUno, 1976)